# Arenochroa flavalis
Arenochroa flavalis is een vlinder van de familie van de grasmotten (Crambidae). De wetenschappelijke naam van deze soort is voor het eerst voorgesteld als Loxostege flavalis door Charles Henry Fernald in een publicatie uit 1894.
De soort komt voor in de Verenigde Staten.